# Orgères, Ille-et-Vilaine
Orgères (tiếng Breton: An Heizeg, Gallo: Orjèrr) là một xã của tỉnh Ille-et-Vilaine, thuộc vùng Bretagne, miền tây bắc nước Pháp.

## Dân số
Người dân ở Orgères được gọi là Orgérois.
| Năm | 1962 | 1968 | 1975 | 1982 | 1990 | 1999 | 2007 |
| --- | ---- | ---- | ---- | ---- | ---- | ---- | ---- |
| Dân số | 911  | 1064 | 1708 | 2175 | 2537 | 2881 | 3506 |
| From the year 1962 on: No double counting—residents of multiple communes (e.g. students and military personnel) are counted only once. |      |      |      |      |      |      |      |